# Balance of Power
I Balance of Power sono un gruppo melodic progressive metal britannico, formatosi nel 1995.

## Storia
Il gruppo dei Balance of Power venne formato 1995 dal tastierista Ivan Gunn mettendo insieme un manipolo di ben noti rockers dell'area di Londra . Questo gruppo includeva il batterista Lionel Hicks, il bassista Chris Dale, il vocalist Tony Ritchie, e i chitarristi Bill Yates e Paul Curtis. Nel 1996, questa formazione cominciò a lavorare su quello che sarebbe stato il  primo album, When the World Falls Down. L'album fu prodotto dall'etichetta giapponese "Pony Canyon", e pubblicato nel 1997. Ricevette un notevole airplay sulle radio giapponesi, divenendo il più trasmesso da famosi personaggi della radio giapponese. Il successo dell'album spinse così la loro etichetta a fare pressioni per un nuovo disco.

## Formazione

### Formazione attuale
- Corey Brown - voce (2005 - presente)
- Pete Southern - chitarra (1998 - presente)
- Tony Ritchie - basso (1999 - presente)
- Lionel Hicks - batteria

### Ex componenti
- Ivan Gunn - tastiere (1995 - 1998)
- Bill Yates - chitarra (1995 - 2001)
- Paul Curtis - chitarra (1995 - 1997)
- Tony Ritchie - voce (1995 - 1997)
- Lance King - voce (1997 - 2001)
- Chris Dale - basso (1995 - 1998)
- John K - voce (2001 - 2005)

## Discografia

### Album
- 1997 - When the World Falls Down
- 1998 - Book of Secrets
- 1999 - Ten More Tales of Grand Illusion
- 2001 - Perfect Balance
- 2003 - Heathen Machine

### Cofanetti
- 2005 - Heathenology